# تکسهوما (اکلاهما)
تکسهوما(به انگلیسی: Texhoma) شهری در ایالت اکلاهما کشور ایالات متحده آمریکا است که جمعیت آن در سرشماری سال ۲۰۱۰ میلادی، ۹۲۶ نفر بوده‌است.